# Seppo Kärkkäinen
Veli Seppo Kärkkäinen, född 7 september i 1935 i Pielisjärvi, död 10 juni 2022 i Träskända, var en finländsk målare och grafiker. 
Kärkkäinen studerade 1956–1959 vid Fria konstskolan och ställde ut första gången 1960. Han är känd för sina abstrakta, geometriska kompositioner i vilka det visuella intrycket har varit det förhärskande. På 1970-talet anslöt han sig till de konstnärer som experimenterade med kinetiska effekter, något som han senare avstod ifrån. Han har sedan 1974 tillhört Dimensiogruppens kärntrupp. Han har undervisat bland annat vid Fria Konstskolan och Konstindustriella högskolan och varit styrelsemedlem i Målarförbundet 1973–1976, dess ordförande 1974–1976.